# محمد جونسور
محمد جونسور (بالتركية: Mehmet Günsür)‏ مواليد 08 مايو 1975 في إسطنبول، تركيا، هو ممثل تركي بدأ مسيرته الفنية عام 1989.

## نبذة
ولد الممثل و«الموديل» التركي محمد جنسور في 8 مايو 1975 في إسطنبول، ودرس المسرح بأنقرة، قبل اتمامه لدراسته الفنية في إيطاليا، وتخرج من جامعة مرمرة حيث تزوج هناك من الإيطالية كاثرينا مونجيو وهي أم أطفاله الثلاثة.
في العام 1988 بدأ محمد جنسور مسيرته الفنية في التمثيل من خلال دوره في المسلسل التلفزيوني " Gecmis Zaman mimozalari، وكان قبل ذلك يؤدي العديد من الأدوار أيضاً وهو في سن السابعة من عمره.
كان أشهر دور له في فيلم “Hamam” حيث حصل على جائزة أفضل ممثل في مهرجان أنقرة السينمائي، ومع نجاح دوره في الفيلم قرر البقاء في التمثيل،
وانتقل إلى إيطاليا؛ لتصبح له جماهيرية في المجتمع الإيطالي.
تجربته الفنية في إيطاليا، كانت غنية أيضاً، فهي بدأت منذ العام 1998، ففي ذلك العام كانت تجربته تنضج أكثر فأكثر، فقد درس الفن هناك، وكانت حياته منقسمة بين إيطاليا واسطنبول، وقدم عدد من الأعمال الفنية في إيطاليا، وفي البداية، كانت اللغة تشكّل عائقًا كبيرًا له، لكنه احترف اللّغة الإيطاليّة بعد ثلاث سنوات ونصف، وحين بدأ التمثيل باللغة الإيطالية كان أحيانًا يكتفي بحفظ الجمل الجاهزة، وكان يبذل مجهودًا مضاعفًا بالأداء التمثيلي وباللّغة معًا، وبالإضافة إلى لغته الام، فهو يتحدث الإيطالية والإنجليزية والفرنسية. كما إنه شارك في بعض الافلام الأمريكية.
شارك محمد جنسور في العديد من الأفلام من أهمها " Matrimoni e altri disastri" في عام 2009، و"Fall Down Dead" في عام 2007، و"Stregeria" في عام 2003، و"L Italiano" في عام 2002.
أما على الصعيد التلفزيوني شارك في تقديم العديد من المسلسلات منها: «حد السكين» في عام 2007، ومن ضمن المسلسلات قدم "Beyaz Gelincik" في عام 2005، و"Kasırga İnsanları" في عام 2004.
وعلى الرغم من كونه اسمًا شهيرًا في عالم الإعلانات و«الموديل»، إلّا أنّ نجاحه اللافت بأدائه لشخصية الأمير مصطفى في مسلسل «حريم السلطان» أعاده ليتصدّر من جديد الكثير والكثير من اللوحات والبوسترات الإعلانيّة والعروضات الدعائية لملابس رجالية رسمية وشبابية، بالإضافة طبعا لكمٍّ كبيرٍ من العروض الدرامية والسينمائية الجديدة التي هطلت عليه بعد نجاحه الكبير في هذا المسلسل بالذات.

## روابط خارجية
- محمد جونسور على موقع IMDb (الإنجليزية)
- محمد جونسور على موقع قاعدة بيانات الأفلام العربية
- محمد جونسور على موقع ألو سيني (الفرنسية)
- محمد جونسور على موقع أول موفي (الإنجليزية)
- محمد جونسور على موقع قاعدة بيانات الفيلم (الإنجليزية)
- محمد جونسور على موقع كينوبويسك (الروسية)